# Iwade (Kent)
Iwade es una parroquia civil y un pueblo del distrito de Swale, en el condado de Kent (Inglaterra).

## Geografía
Según la Oficina Nacional de Estadística británica, Iwade tiene una superficie de 13,09 km².

## Demografía
Según el censo de 2001, Iwade tenía 1142 habitantes (50,7% varones, 49,3% mujeres) y una densidad de población de 87,24 hab/km². El 23,47% eran menores de 16 años, el 73,2% tenían entre 16 y 74 y el 3,33% eran mayores de 74. La media de edad era de 34,92 años. Del total de habitantes con 16 o más años, el 25,29% estaban solteros, el 61,44% casados y el 13,27% divorciados o viudos.
El 96,67% de los habitantes eran originarios del Reino Unido. El resto de países europeos englobaban al 1,23% de la población, mientras que el 2,1% había nacido en cualquier otro lugar. Según su grupo étnico, el 98,86% eran blancos, el 0,35% mestizos, el 0,53% asiáticos y el 0,26% de cualquier otro salvo negros y chinos. El cristianismo era profesado por el 74,15%, el hinduismo por el 0,26% y cualquier otra religión, salvo el budismo, el judaísmo, el islam y el sijismo, por el 0,26%. El 15,86% no eran religiosos y el 9,47% no marcaron ninguna opción en el censo.
594 habitantes eran económicamente activos, 565 de ellos (95,12%) empleados y 29 (4,88%) desempleados. Había 437 hogares con residentes y 23 vacíos.